# Arbeitszeugnis

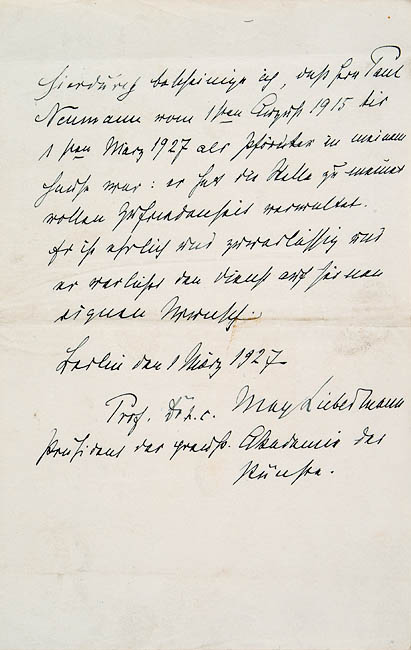
Handschriftliches Arbeitszeugnis Max Liebermanns für seinen Pförtner, 1927: Hierdurch bescheinige ich, daß Herr Paul Neumann vom 1sten August 1915 bis 1sten März 1927 als Pförnter [sic] in meinem Hause war: er hat die Stelle zu meiner vollen Zufriedenheit verwaltet. Er ist ehrlich und zuverlässig und er verläßt den Dienst auf seinen eigenen Wunsch.

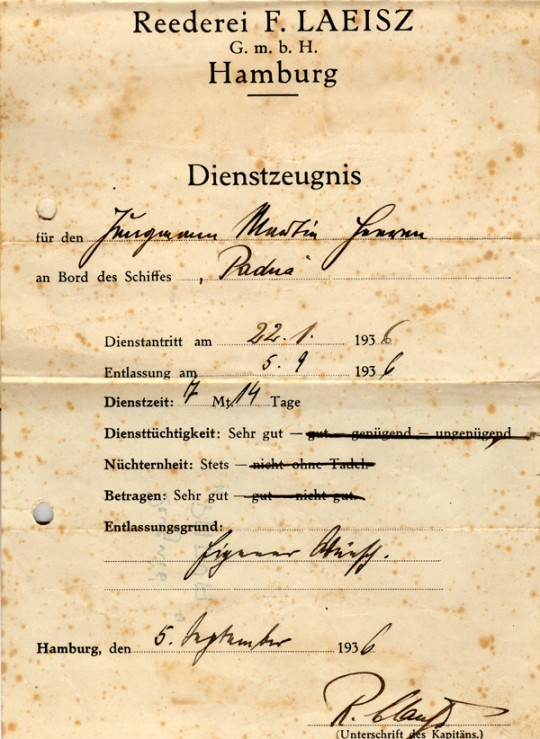
Arbeitszeugnis/Dienstzeugnis für den deutschen Seemann Martin Heeren an Bord des Seglers Padua, Entlassungsgrund „Eigener Wunsch“, Hamburg, den 5. Dezember 1936, gez. R.Clauß, Kapitän.

Das Arbeitszeugnis (in Österreich und im öffentlichen Dienst in Deutschland Dienstzeugnis) ist im Personalwesen eine Urkunde, die der Arbeitgeber dem Arbeitnehmer bei Beendigung des Arbeitsverhältnisses in Schriftform auszustellen hat.

## Allgemeines
Viele Leistungen des Menschen unterliegen einer Beurteilung wie etwa die Schulleistung durch ein Schulzeugnis oder die Leistungsbeurteilung oder Mitarbeiterbewertung in Unternehmen oder Behörden. Zeugnisse geben allgemein einerseits dem Beurteilten ein Feedback zu vorangegangenen Leistungen und sind andererseits eine wichtige Grundlage etwa bei der Bewerbung zwecks Einstellung bei anderen Arbeitgebern. Das Arbeitszeugnis dient dem Fortkommen des Arbeitnehmers und muss daher aufgrund der Fürsorgepflicht des Arbeitgebers von Wohlwollen getragen sein.

## Geschichte
Die Reichspolizeiordnung aus dem Jahr 1530 führte „Atteste für ordnungsgemäßes Ausscheiden“ ein, die eine Kombination aus Arbeitserlaubnis, Führungszeugnis und Reisepass darstellten. Kein Dienstherr durfte seitdem einen Knecht oder eine Magd einstellen, ohne dass diese die Zustimmung des vorherigen Arbeitgebers hierzu nachweisen konnten.
Diese Praxis änderte sich erst mit der Einführung des „Gesindedienstbuches“ in Teilen Preußens ab September 1846 und nach der Reichsgründung im März 1872 für das gesamte Staatsgebiet, das im Jahre 1891 um eine Beurteilung des Führungs- und Leistungsverhaltens erweitert wurde: „Bei Entlassung des Gesindes ist von der Dienstherrschaft ein vollständiges Zeugnis über die Führung und das Benehmen in das Gesindebuch einzutragen.“ Das Gesindebuch (oder Dienstbotenbuch) musste vor Dienstantritt bei der örtlichen Polizei vorgelegt werden. Wer von seiner Herrschaft ein schlechtes Zeugnis bekommen hatte, konnte nach zwei Jahren ein neues Gesindebuch bei der Polizei beantragen, wenn er nachweisen konnte, dass er sich in den letzten zwei Jahren tadellos geführt hatte. Als Tugenden galten Fleiß, Treue, Gehorsam, sittliches Betragen, Ehrlichkeit. Inzwischen gab es ersichtlich seit 1813 Dienstbotenbücher mit dem Inhalt heutiger Arbeitszeugnisse. Jeder Dienstbote musste bei erstmaligem Dienstantritt sein Dienstbotenbuch vorlegen, das vom Dienstherrn an die Gemeinde zur ordentlichen Anmeldung zu übergeben war und dann beim Dienstherrn in Verwahrung zu bleiben hatte. Sie verbreiteten sich schnell; im April 1874 erließ Kärnten eine Dienstbotenordnung, die ein Dienstbotenbuch vorschrieb. Das im Deutschen Reich am 1. Januar 1900 in Kraft getretene Bürgerliche Gesetzbuch von 1896 regelt in § 630 die Verpflichtung zur Zeugniserteilung bei dauernden Dienstverhältnissen. Seit Januar 1917 gibt es die heutige Regelung des Dienstzeugnisses im österreichischen ABGB. Für im Zuge der Verkleinerung der Reichswehr ausgemusterte Offiziere, die nach dem Ende des Weltkriegs eine Anstellung suchten, war der Reichs-Arbeitsnachweis für Offiziere (RANO) ein wichtiges Zeugnis, das sie potenziellen Arbeitgebern als Unbedenklichkeitsnachweis vorzulegen hatten, teils sogar im Ausland.
In der DDR hieß ab 1945 das Arbeitszeugnis lediglich „Beurteilung“, ab 1951 wurde der Begriff Arbeitszeugnis in Westdeutschland im Personalwesen üblich, nachdem erste juristische Veröffentlichungen erschienen waren.

## Arten
Allgemein wird inhaltlich zwischen dem einfachen und qualifizierten Arbeitszeugnis unterschieden. Das einfache Arbeitszeugnis enthält lediglich Angaben über die Art (Beruf, Tätigkeit) und Dauer des Arbeitsverhältnisses. Das qualifizierte Arbeitszeugnis enthält darüber hinaus auch Angaben über die Arbeitsleistung und Führung des Mitarbeiters, wobei unter dem veralteten Begriff „Führung“ das Sozialverhalten gemeint ist. Dieses unterteilt sich in das Verhalten gegenüber Vorgesetzten, Kollegen und Kunden.

### Privatwirtschaft und öffentlicher Dienst
Nach der Art des Arbeitgebers kennt die Privatwirtschaft das Arbeitszeugnis und der öffentliche Dienst das Dienstzeugnis. Im öffentlichen Dienst wird durch die Dienstherren ein Dienstzeugnis ausgestellt. Beamte erhalten gemäß § 85 BBG auf Antrag ein Dienstzeugnis über Art und Dauer der von ihnen wahrgenommenen Ämter, wenn sie daran ein berechtigtes Interesse haben oder das Beamtenverhältnis beendet ist. Auf Verlangen muss es auch über die ausgeübte Tätigkeit und die erbrachten Leistungen Auskunft geben (§ 85 BBG). Die übrigen Beschäftigten können nach § 35 Abs. 1 TVöD bei Beendigung des Dienstverhältnisses ein „Zeugnis“ verlangen. Soldaten ist nach Beendigung ihres Wehrdienstes vom Disziplinarvorgesetzten ein Dienstzeugnis zu erteilen (§ 32 SG und ZDv 20/6, Anlage 23). Er kann eine angemessene Zeit vor dem Ende des Wehrdienstes ein vorläufiges Dienstzeugnis beantragen (§ 32 Abs. 2 SG). Das Dienstzeugnis soll den Übergang in das Zivilleben erleichtern und muss im Hinblick auf den zivilen Arbeitgeber entsprechend sprachlich abgefasst sein und die zivil-beruflich nutzbaren Qualifikationen hervorheben.

### Auszubildende
Ausbildende haben gemäß § 16 BBiG den Auszubildenden bei Beendigung des Berufsausbildungsverhältnisses ein schriftliches Zeugnis auszustellen, das Angaben über Art, Dauer und Ziel der Berufsausbildung sowie über die erworbenen beruflichen Fertigkeiten, Kenntnisse und Fähigkeiten der Auszubildenden enthalten muss. Auf Verlangen Auszubildender sind auch Angaben über Verhalten und Leistung aufzunehmen.

### Sonstige
Anspruch auf ein Arbeitszeugnis haben auch leitende Angestellte nach § 5 Abs. 3 BetrVG, Teilzeitkräfte, Aushilfen, Beschäftigte mit befristeten Arbeitsverträgen, Praktikanten und früher Zivildienstleistende sowie heute BFD- und FSJ/FÖJ-Leistende. 

### Endgültigkeit des Zeugnisses
Im Hinblick auf die Endgültigkeit des Zeugnisses gibt es das Zwischenzeugnis, vorläufige Zeugnis und Endzeugnis. Beim Zwischenzeugnis besteht das Arbeits- oder Dienstverhältnis weiter, während es mit dem Endzeugnis endet. Ein vorläufiges Zeugnis ist im öffentlichen Dienst nach § 35 Abs. 3 TVöD ein einfaches Zeugnis, das vor Beendigung des Dienstverhältnisses ausgestellt wird.

### Zwischenzeugnis
Wenn das Arbeitsverhältnis nicht beendet ist, aber ein triftiger Grund vorliegt, kann der Mitarbeiter ein Zwischenzeugnis verlangen. Von der arbeitsgerichtlichen Rechtsprechung anerkannte triftige Gründe sind die Versetzung, der Wechsel des Vorgesetzten, Fortbildung, Beförderung, Einberufung zum Wehr- oder  Zivildienst, Freistellung als Betriebsrat, Erziehungsurlaub, Betriebsübergang nach § 613a BGB oder Höhergruppierung. Eine diesbezügliche gesetzliche Regelung besteht nicht. Häufig gibt es einen tarifvertraglichen Anspruch, zum Beispiel in § 35 TVöD.

## Rechtsfragen

### Rechtsgrundlagen
Rechtsgrundlage für Arbeitszeugnisse ist § 109 Abs. 1 GewO, wonach der Arbeitnehmer bei Beendigung eines Arbeitsverhältnisses Anspruch auf ein schriftliches Zeugnis hat. Die Erteilung des Zeugnisses in elektronischer Form ist nach §109 Abs. 3 GewO, mit Einwilligung des Arbeitnehmers möglich. Das Zeugnis muss mindestens Angaben zu Art und Dauer der Tätigkeit (einfaches Zeugnis) enthalten. Der Arbeitnehmer kann verlangen, dass sich die Angaben darüber hinaus auf Leistung und Verhalten im Arbeitsverhältnis (qualifiziertes Zeugnis) erstrecken. Damit enthält die GewO die beiden Arten von Arbeitszeugnissen und beinhaltet eine Wahlschuld nach § 262 BGB, so dass der Arbeitgeber bei Erteilung eines einfachen Zeugnisses auf Wunsch des Arbeitnehmers nachträglich kein weiteres qualifiziertes Zeugnis mehr ausstellen muss. Der Anspruch des Dienstverpflichteten auf ein Arbeitszeugnis entsteht bei der Beendigung eines dauernden Dienstverhältnisses nach § 630 BGB. Parallel zur GewO muss es über das Dienstverhältnis und dessen Dauer Auskunft geben und ist auf Verlangen auf die Leistungen und die Führung im Dienst zu erstrecken.

### Zeugnisgrundsätze
Das Arbeitszeugnis muss den Grundsätzen der Zeugnisklarheit, Zeugniswahrheit, Vollständigkeit und des Wohlwollens entsprechen. § 109 Abs. 2 GewO besagt, dass das Zeugnis keine Formulierungen enthalten darf, die eine andere als die aus der äußeren Form oder aus dem Wortlaut ersichtliche Aussage über den Arbeitnehmer treffen (Zeugnisklarheit). Ferner muss das erteilte Zeugnis Arbeitsleistung und Sozialverhalten des Arbeitnehmers bei wohlwollender Beurteilung zutreffend wiedergeben (Zeugniswahrheit). Es soll alle wesentlichen Tatsachen und Bewertungen enthalten, die für die Gesamtbeurteilung des Arbeitnehmers von Bedeutung sind (Vollständigkeit). Ein Zeugnis muss nur im Rahmen der Zeugniswahrheit wohlwollend sein.

### Inhalt
„Dem Arbeitgeber ist nicht vorgegeben, welche Formulierungen er im Einzelnen verwendet. Auch steht ihm frei, welches Beurteilungsverfahren er heranzieht. Der Zeugnisleser darf nur nicht im Unklaren gelassen werden, wie der Arbeitgeber die Leistung einschätzt.“ Der Arbeitnehmer ist auf der Grundlage von Tatsachen zu beurteilen und – soweit möglich – muss das Zeugnis ein objektives Bild über den Verlauf des Arbeitsverhältnisses vermitteln. Es muss alle wesentlichen Tatsachen und Bewertungen enthalten, die für die Gesamtbeurteilung des Arbeitnehmers von Bedeutung und für den Dritten von Interesse sind. Ein Zeugnis muss die Tätigkeiten, die ein Arbeitnehmer im Laufe des Arbeitsverhältnisses ausgeübt hat, so vollständig und genau beschreiben, dass sich künftige Arbeitgeber ein klares Bild machen können. Soweit für eine Berufsgruppe oder in einem Wirtschaftszweig der allgemeine Brauch besteht, bestimmte Leistungen oder Eigenschaften des Arbeitnehmers im Zeugnis zu erwähnen, ist deren Auslassung regelmäßig ein (versteckter) Hinweis für den Zeugnisleser, der Arbeitnehmer sei in diesem Merkmal unterdurchschnittlich oder allenfalls durchschnittlich zu bewerten (beredtes Schweigen). Der Arbeitnehmer hat dann Anspruch darauf, dass ihm ein ergänztes Zeugnis erteilt wird; dies gebieten die Grundsätze von Zeugnisklarheit und Zeugniswahrheit. Bei der Beschreibung der Tätigkeit sind dem Arbeitgeber enge Grenzen gesetzt. Bei der Bewertung von Führung und Leistung dagegen hat er einen beträchtlichen Beurteilungsspielraum. Er kann frei entscheiden, welche positiven und negativen Eigenschaften und Fähigkeiten er mehr hervorheben will als andere. Maßstab ist der durchschnittlich befähigte und vergleichbare Arbeitnehmer seines Betriebes. Unwesentliches darf der Zeugnisaussteller weglassen, nicht aber Aufgaben, die etwas mit den Kenntnissen und Leistungen des Arbeitnehmers zu tun haben. Der Zeugnisaussteller braucht aber Tätigkeiten nicht zu erwähnen, die für eine Bewerbung keine Bedeutung haben. Ein Zeugnisaussteller darf das Zeugnis zweimal falten und in einen üblichen Briefumschlag stecken. Voraussetzung ist, dass das Originalzeugnis kopierfähig ist und die Knicke im Zeugnisbogen sich nicht auf den Kopien abzeichnen, z. B. durch Schwärzungen. Die Form des Arbeitszeugnisses ist oft Inhalt von Verhandlungen vor Arbeitsgerichten. Daher sind neben der Rechtsgrundlage für Arbeitszeugnisse § 109 Abs. 1 GewO auch die Rechtsprechung der Arbeitsgerichte zu beachten, die teils konkrete formale Anforderungen an Arbeitszeugnisse stellen. So muss das Arbeitszeugnis als solches betitelt sein und einen ordentlichen Briefkopf aufweisen. Firmenstempel sind hier ungenügend. Die Unterschrift sowie die gesamte Form des Arbeitszeugnisses dürfen nicht den Eindruck erwecken, der Aussteller distanziere sich vom Inhalt des Zeugnisses. Nicht erlaubt sind beispielsweise Flecken, Korrekturen oder mangelnde Rechtschreibung.
 Im Arbeitsleben werden gelegentlich verschlüsselte Zeugnisformulierungen (Zeugniscodes) verwendet. Es handelt sich um ständig wiederkehrende floskelhafte Sätze, die wohlwollender klingen, als sie gemeint sind. Der Bundesverband der deutschen Arbeitgeber hat bereits 1977 fünf einheitliche Formulierungen für qualitative Beurteilungen („Zensuren“) in Arbeitszeugnissen empfohlen. In Arbeitszeugnissen dürfen keine doppeldeutigen Formulierungen stehen, mit denen der Arbeitnehmer kritisiert wird. Das hat das Landesarbeitsgericht Hamm entschieden. Im zitierten Urteil gab das Gericht der Klage einer Krankenschwester statt, in deren Zeugnis sich die Arbeitnehmerin mit der Formulierung „Sie war sehr tüchtig und in der Lage, ihre eigene Meinung zu sagen“ als aufsässige Mitarbeiterin gebrandmarkt sah.
Hat der Arbeitgeber zuvor ein Zwischenzeugnis erteilt, ist er regelmäßig an den Inhalt des Zwischenzeugnisses gebunden, wenn er ein Endzeugnis erteilt. Dies gilt auch, wenn der Betriebsveräußerer das Zwischenzeugnis vor einem Betriebsübergang erteilt hat und der Arbeitnehmer das Endzeugnis vom Betriebserwerber verlangt. Es ist allgemein nicht üblich und auch nicht zulässig, im Zeugnis darauf hinzuweisen, wer gekündigt hat und welches die Beendigungsgründe sind. Andererseits hat jedoch der Arbeitnehmer einen Rechtsanspruch auf die Erwähnung des Beendigungssachverhalts, wenn das Arbeitsverhältnis durch seine eigene Kündigung sein Ende gefunden hat. Auf eine persönliche Schlussklausel hat der Arbeitnehmer grundsätzlich keinen Rechtsanspruch. Schließt das Arbeitszeugnis mit dem in Maschinenschrift angegebenen Namen des Ausstellers und seiner Funktion, so muss das Zeugnis von diesem persönlich unterzeichnet werden.

### Keine Erwähnung
Folgende Punkte dürfen nicht erwähnt werden:
- Abmahnungen,
- Alkoholmissbrauch,
- Betriebsratstätigkeit (Ausnahme: Freistellung länger als ein Jahr),
- Drogenmissbrauch,
- Gesundheitszustand (Ausnahme: wenn eine akute Gefährdung Dritter ernsthaft zu befürchten ist, z. B. Epilepsie),
- Krankentage (Ausnahme: wenn die Fehlzeiten im Verhältnis zur Gesamtdauer des Arbeitsverhältnisses beträchtlich sind, z. B. über 50 %),
- Mutterschutz/Schwangerschaft,
- Nebentätigkeiten,
- Parteizugehörigkeit, Gewerkschaftsmitgliedschaft,
- Privatangelegenheiten,
- Religiöses Engagement,
- Schwerbehinderteneigenschaft,
- Straftaten (wenn sie nicht unmittelbar das Arbeitsverhältnis berühren),
- Streik und Aussperrung,
- Vorstrafen,
- Wettbewerbsverbote.

Einmalige Vorfälle oder Umstände, die für den Arbeitnehmer, seine Führung und Leistung nicht charakteristisch sind – seien sie für ihn vorteilhaft oder nachteilig – gehören nicht in das Zeugnis.

### Beurteilungskriterien
Für die Beurteilung der Leistung und des Verhaltens in einem qualifizierten Zeugnis kommen je nach ausgeübter Tätigkeit folgende Kriterien in Betracht:
- Fachkompetenz:
  - Fachwissen und Fachkönnen,
  - Spezialkenntnisse,
  - EDV- und PC-Kenntnisse,
  - Fremdsprachen,
  - Weiterbildung (Kurse, Seminare);
- Geistige und kreative Fähigkeiten:
  - Ausdrucksvermögen (mündlich und schriftlich);
- Soziale Kompetenz:
  - Veränderungsbereitschaft,
  - Leistungsbereitschaft,
  - Verantwortungsbereitschaft;
- Kommunikation und Kooperation:
  - Leistung
    - Arbeitsleistung,
      - Arbeitseinsatz, Arbeitsverhalten,
      - Arbeitsergebnisse, Erfolge,
      - Führungskompetenz, Management-Fähigkeiten;

    - Sozialverhalten im Betrieb
      - Gegenüber Kunden, Vorgesetzten, Kollegen, Mitarbeitern.

Besonders hervorzuheben sind Schlüsselkompetenzen.

### Notenskala
Hinter den Formulierungen verbirgt sich folgende Notenskala:
| Formulierung im Arbeitszeugnis                           | Benotung                     |
| -------------------------------------------------------- | ---------------------------- |
| „stets zu unserer vollsten Zufriedenheit erledigt“       | sehr gute Leistungen         |
| „stets zu unserer vollen Zufriedenheit erledigt“         | gute Leistungen              |
| „zu unserer vollen Zufriedenheit erledigt“               | vollbefriedigende Leistungen |
| „stets zu unserer Zufriedenheit erledigt“                | befriedigende Leistungen     |
| „zu unserer Zufriedenheit erledigt“                      | ausreichende Leistungen      |
| „im großen und ganzen zu unserer Zufriedenheit erledigt“ | mangelhafte Leistungen       |
| „zu unserer Zufriedenheit zu erledigen versucht“         | unzureichende Leistungen     |

Wird „zur vollen Zufriedenheit“ oder „stets zur Zufriedenheit“ des Arbeitgebers gearbeitet, wird das der Note „befriedigend“ zugerechnet. „Gut“ im Sinne der Zufriedenheitsskala ist ein Arbeitnehmer nur dann, wenn ihm bescheinigt wird, er habe „stets“, „immer“ oder „durchgehend“ zur vollen Zufriedenheit des Arbeitgebers gearbeitet. Der sehr guten Leistung entspricht die zusammenfassende Beurteilung „zur vollsten Zufriedenheit“. In DDR-Arbeitszeugnissen („Beurteilung“) galt die Formulierung „…war stets bemüht…“ – anders als in BRD-Zeugnissen – als positiv, denn der Mitarbeiter hatte sein Bestes gegeben und fiel positiv auf.
„Voll“ ist ein Absolutadjektiv und damit streng genommen nicht zu „voller“ oder „vollst“ steigerbar. Der österreichische oberste Gerichtshof hat jedoch entschieden, dass die Formulierung „zur vollen Zufriedenheit“ gegen das Erschwerungsverbot verstößt und daher die grammatikalisch inkorrekte Variante gewählt werden muss. Da sich für die verschiedenen Bewertungsaspekte und Noten Standardformulierungen etabliert haben, werden in der Praxis auch Zeugnis-Generatoren eingesetzt, die bestimmte Textbausteine verwenden.

### Mitbestimmung des Betriebsrats
Erstellt der Arbeitgeber Zeugnisse nach einem standardisierten Verfahren, etwa in Form von Beurteilungskriterien oder Noten, handelt es sich um Beurteilungsgrundsätze, bei deren Aufstellung und Verwendung der Betriebsrat nach § 94 Abs. 2 BetrVG mitzubestimmen hat. Vergleichbares gilt auch für die Personalräte im öffentlichen Dienst nach dem jeweiligen Personalvertretungsgesetz. Es bleibt dem Arbeitnehmer aber unbenommen, den Betriebsrat oder den Personalrat überprüfen zu lassen, ob das vom Arbeitgeber ausgestellte Zeugnis den Anforderungen genügt.

### Verjährung und Verwirkung
Nach § 195 BGB beträgt die Verjährungsfrist für Arbeitszeugnisse drei Jahre. Sie tritt vorher ein, wenn der  Anspruch verwirkt oder die Erfüllung unmöglich geworden ist. Das wird immer dann zutreffen, wenn der Arbeitgeber nicht mehr in der Lage ist, ein wahrheitsgemäßes Zeugnis auszustellen. Wie jeder andere schuldrechtliche Anspruch unterliegt der Zeugnisanspruch der Verwirkung. Nach der Rechtsprechung ist der Anspruch dann verwirkt, wenn der Gläubiger (Anspruchsinhaber) sein Recht über längere Zeit nicht in Anspruch nimmt und deshalb gegenüber dem Anspruchsgegner den Eindruck erweckt, den Anspruch nicht mehr geltend zu machen. Die Verwirkung kann bereits nach zehn Monaten eintreten; das hängt auch von den Umständen des Einzelfalls ab.

## Dilemma
Ein Dilemma besteht oft zwischen dem Grundsatz der Zeugniswahrheit und dem arbeitsrechtlich verlangten verständigen Wohlwollen gegenüber dem Arbeitnehmer; das Zeugnis darf dessen weiteres Fortkommen nicht ungerechtfertigt erschweren. Es darf jedoch nicht durch Auslassungen dem Leser ein unzulängliches Bild vermitteln. Gesetzwidrige Auslassungen sind beispielsweise in Fällen des beredten Schweigens gegeben.
Problematisch ist das Spannungsverhältnis zwischen der gelebten Praxis der Zeugniserteilung in Bezug auf die Leistungs- und Führungsbewertung des Arbeitnehmers und der Rechtsprechung in Bezug auf die so genannte Darlegungs- und Beweislast betreffend der Notengebung. In der Zeugnispraxis der Unternehmen sind gute und sehr gute Leistungs- und Führungsbewertungen an der Tagesordnung, so dass empirisch betrachtet eine Bewertung der Arbeitsleistung zwischen gut und sehr gut als statistisch durchschnittlich anzusehen ist. Demgegenüber trifft bei einem Streit über die Zeugnisnote den Arbeitnehmer die Darlegungs- und Beweislast, wenn er eine bessere Bewertung als „befriedigend“ vom Arbeitgeber verlangt. Im November 2014 entschied das Bundesarbeitsgericht, dass es trotz der empirischen Erhebungen über die Praxis der Zeugnisnoten in Arbeitszeugnissen an seiner Rechtsprechung festhält, wonach der Arbeitnehmer ein Zeugnis mit der Note „befriedigend“ hinzunehmen hat, es sei denn, er kann darlegen und im Bestreitensfall beweisen, dass seine Leistungen/sein Führungsverhalten überdurchschnittlich gut oder gar sehr gut gewesen ist.
Doch ein Arbeitgeber kann die „Tatsachen“ ganz anders sehen als der Arbeitnehmer. Die Beurteilung der Leistung ist immer subjektiv und kann deshalb auch falsch sein, weil Menschen sich irren können. Das Problem ist objektiv schwer zu lösen. Ein Arbeitnehmer schuldet vertraglich eine Leistung mittlerer Art und Güte (§ 243, Absatz 1 BGB), also eine „befriedigende Leistung“. Will ein Arbeitnehmer vor dem Arbeitsgericht eine bessere Bewertung erstreiten, hat er, so das Bundesarbeitsgericht, „Tatsachen vorzutragen und zu beweisen, aus denen sich eine bessere Beurteilung ergeben soll.“ Beurteilt der Arbeitgeber die Leistungen unterdurchschnittlich, also schlechter als „befriedigend“, ist er beweispflichtig.

## International

### Österreich
Der Zeugnisanspruch in Österreich ergibt sich für Arbeiter aus § 1163 Allgemeinen Bürgerlichen Gesetzbuch (ABGB); für Angestellte leitet sich der Anspruch auch aus § 39 Angestelltengesetz (AngG) her, der fast gleichlautend mit § 1163 ABGB ist. Lehrlinge haben einen Rechtsanspruch aus § 16 BAG (Lehrzeugnis). Der Arbeitnehmer hat jederzeit Anspruch auf ein Dienstzeugnis und kann auch während des Dienstverhältnisses ein Zwischenzeugnis ohne Angabe von Gründen, jedoch auf eigene Kosten, verlangen. Bei Beendigung des Dienstverhältnisses hat der Arbeitnehmer Anspruch auf ein Dienstzeugnis auf Kosten des Arbeitgebers. Der Arbeitnehmer muss die Ausstellung ausdrücklich verlangen, was jedoch je nach Kollektivvertrag bis zu 30 Jahre lang einklagbar ist. Der Dienstgeber ist gemäß § 39 AngG nur verpflichtet, ein Zeugnis „über die Dauer und die Art der Dienstleistung“ auszustellen. Ein qualifiziertes Dienstzeugnis ist jedoch üblich. Wenn sich der Arbeitgeber selbst dazu verpflichtet, muss er – über das gesetzlich verlangte „einfache“ Arbeitszeugnis hinaus – ein „qualifiziertes“ Dienstzeugnis ausstellen. Es darf jedoch keine Anmerkungen enthalten, die dem Arbeitnehmer die Suche nach einer neuen Arbeit erschweren. Diese Regelung führt dazu, dass Arbeitgeber bei Ausstellung eines qualifizierten Dienstzeugnis einen „Geheimcode“ verwenden, der negative Bemerkungen positiv formuliert. Negative Aussagen dürfen nur gemacht werden, wenn sie sich signifikant auf die Leistung oder das Verhalten ausgewirkt haben und einen bedeutenden Anteil für die Gesamtbeurteilung einnehmen. In Österreich kann der Arbeitnehmer jederzeit ein Zwischenzeugnis verlangen, welches den Beschäftigungszeitraum sowie die Art der Tätigkeit umfasst. So kommt es immer wieder zu Gerichtsstreitigkeiten in Hinblick auf doppeldeutige Formulierungen. Das Gesetz schreibt vor, dass keine Anmerkungen vorkommen dürfen, die dem Arbeitnehmer die Suche nach einer neuen Arbeit erschweren. Diese Regelung lässt Arbeitgebern jedoch genug Spielraum, negative Anmerkungen leicht positiv auszudrücken, was allgemeinhin bereits negativ zu interpretieren ist.

### Schweiz
In der Schweiz besteht ein gesetzlicher Anspruch auf ein qualifiziertes Zeugnis, bei dem auch die Leistung und das Sozialverhalten beurteilt werden. Der Anspruch ergibt sich aus Art. 330a OR, für Lehrlinge aus Art. 346a OR als einfaches Arbeitszeugnis. Ein einfaches Zeugnis (in der Schweiz auch „Arbeitsbestätigung“ genannt) hat eher den Charakter einer Bescheinigung als den eines Zeugnisses. Für eine Bewerbung ist in der Regel das qualifizierte Zeugnis zu bevorzugen. Geht es zum Beispiel aber lediglich darum, dass einer Behörde die bisherige Beschäftigung nachgewiesen werden soll, so ist lediglich eine Arbeitsbestätigung erforderlich. Dem Arbeitnehmer steht nach Art. 330a Abs. 1 OR das Recht zu, ein (qualifiziertes) Arbeitszeugnis zu verlangen oder gemäß Art. 330a Abs. 2 OR nur eine (einfache) Arbeitsbestätigung anzufordern. Arbeitgeber, die von sich aus nur eine Arbeitsbestätigung ausstellen, weil sie angeblich nichts Positives schreiben können, verhalten sich deshalb rechtlich nicht korrekt. Selbst wenn schon ein Arbeitszeugnis ausgestellt wurde, kann der Arbeitnehmer noch eine Arbeitsbestätigung nachfordern. Die seit Jahren erfolgreich abgefassten uncodierten, transparenten Arbeitszeugnisse kennen keine doppeldeutigen Formulierungen. Ein am Schluss des Arbeitszeugnisses gut sichtbares Gütesiegel verleiht potenziellen Arbeitgebern wie dem vom Arbeitszeugnis betroffenen Arbeitnehmer Sicherheit, dass das Arbeitszeugnis nicht nach Belieben interpretiert werden darf. Verfassern von Arbeitszeugnissen wird die anzuwendende sprachliche Brückentechnik empfohlen. Mit ihr steht die reiche, aussagekräftige deutsche Sprache uneingeschränkt zur Verfügung. Es gilt als üblich, dass ein Arbeitgeber dem Arbeitnehmer am letzten Arbeitstag das Arbeitszeugnis unaufgefordert übergibt. Nach Art. 330a OR hat ein Arbeitnehmer jederzeit das Recht, ein Arbeitszeugnis zu verlangen. Dies bedeutet, dass ein Anspruch bereits während der Probezeit besteht, jederzeit nachher oder auch nach einem Austritt aus dem Unternehmen. Die Lehrmeinung geht davon aus, dass die Verjährungsfrist für Arbeitszeugnisse, gestützt auf die allgemeine Regelung von Art. 127 OR, zehn Jahre beträgt. Die Lehrmeinung „Wahrheit vor Wohlwollen“ nimmt in der Schweiz einen wichtigen Stellenwert ein. Der Arbeitnehmer kann jederzeit ein Zwischenzeugnis verlangen, welches den Beschäftigungszeitraum sowie die Art der Tätigkeit umfasst. Es obliegt der Fürsorgepflicht des Arbeitgebers. Arbeitszeugnisse unterliegen gemäß Art. 13 Abs. 1 OR und Art. 14 OR dem Schriftformerfordernis.

### Angelsächsischer Rechtskreis

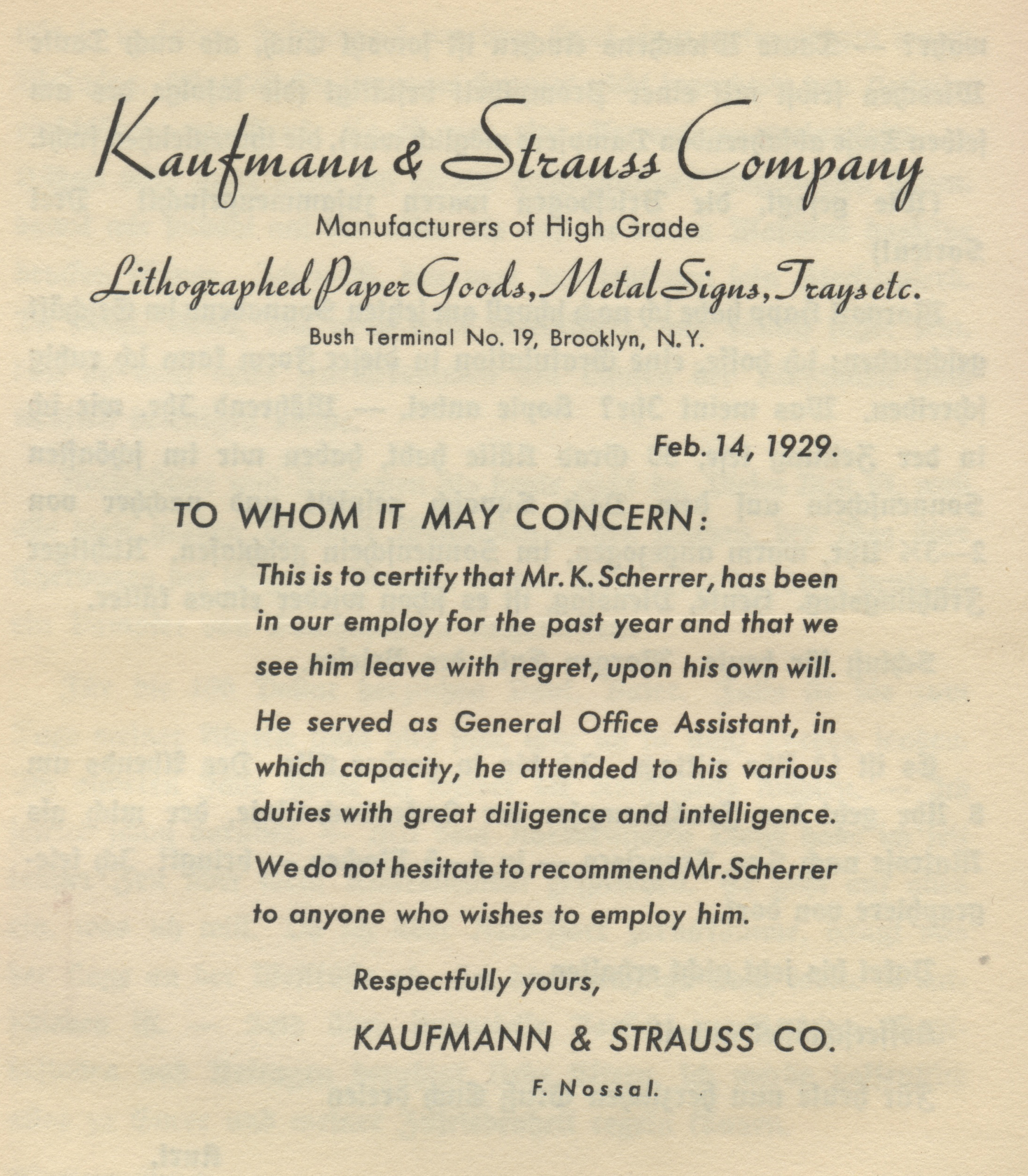
Reference von Kaufmann & Strauss & Co. vom Februar 1929

Im angelsächsischen Rechtskreis sind Arbeitszeugnisse (englisch letter of recommendation, letter of reference) eher Empfehlungsschreiben als Beurteilungen. Ihr Inhalt ist nicht durch Gesetz und Rechtsprechung reglementiert. Während der „letter of recommendation“ an einen konkreten Empfänger gerichtet ist, lautet der „letter of reference“ auf einen nicht genannten (unbestimmten) Adressatenkreis (englisch To whom it may concern). Das Arbeitszeugnis beginnt häufig mit der Bitte, diese Empfehlung (englisch recommendation) des Bewerbers zu akzeptieren. Darauf folgen der bisherige Anstellungszeitraum, die frühere Position und eine Aufgabenbeschreibung. Wenn überhaupt, werden noch erwähnt Fachkompetenz (englisch ability), Arbeitsleistung (englisch performance), Ehrlichkeit/Vertrauenswürdigkeit (englisch honesty), Führungskompetenz (englisch conduct) oder Pünktlichkeit und Präsenz (englisch timekeeping, attendance). Von einer bloßen Übersetzung deutschsprachiger Arbeitszeugnisse ins Englische ist abzuraten, weil die Gefahr falscher Freunde eminent ist. Während beispielsweise die hohe Flexibilität (englisch flexibility) einer Arbeitsperson in deutschsprachigen Arbeitszeugnissen einen positiven Stellenwert genießt, gilt sie im Englischen als Unentschlossenheit und Sturheit.